# Amphipholis squamata
Ophiure écailleuse
Espèce
Amphipholis squamata est une espèce d'ophiures (animaux marins ressemblant à des étoiles de mer souples) de la famille des Amphiuridae. Leur biologie est très particulière, et elles ont notamment la particularité d'être bioluminescentes.

## Description
C'est une toute petite ophiure, dont le disque central écailleux ne dépasse pas 2,5 à 5 mm, et ses bras grêles et fragiles 2 cm. La couleur du disque est variable, allant du gris au beige avec généralement une tache au niveau de la base de chaque bras. Les bras sont blanchâtres presque transparents, avec des segments très marqués, et parfois maculés de taches plus sombres. Les bras portent 3 à 4 petites épines coniques de chaque côté par segment.

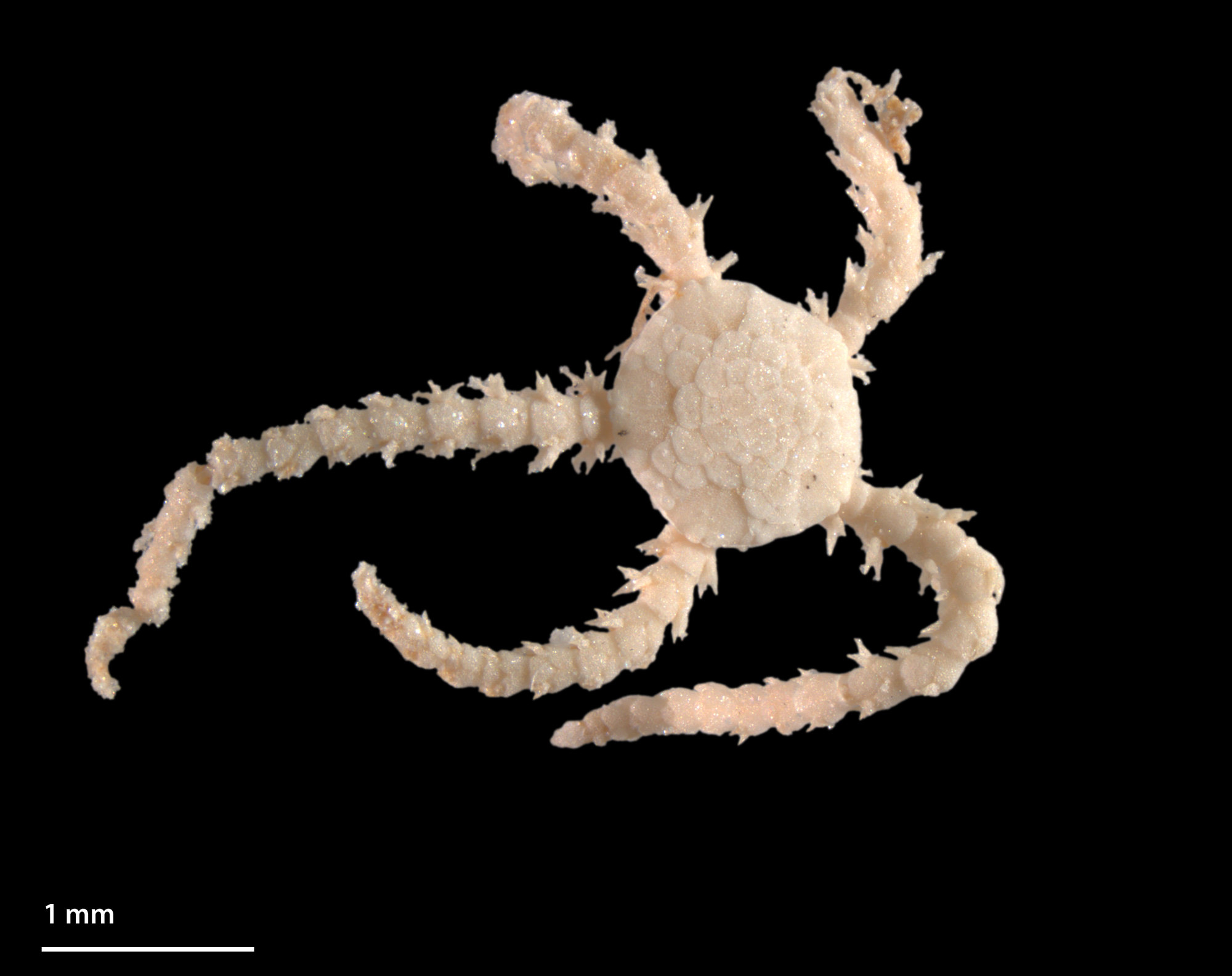
Face aborale.
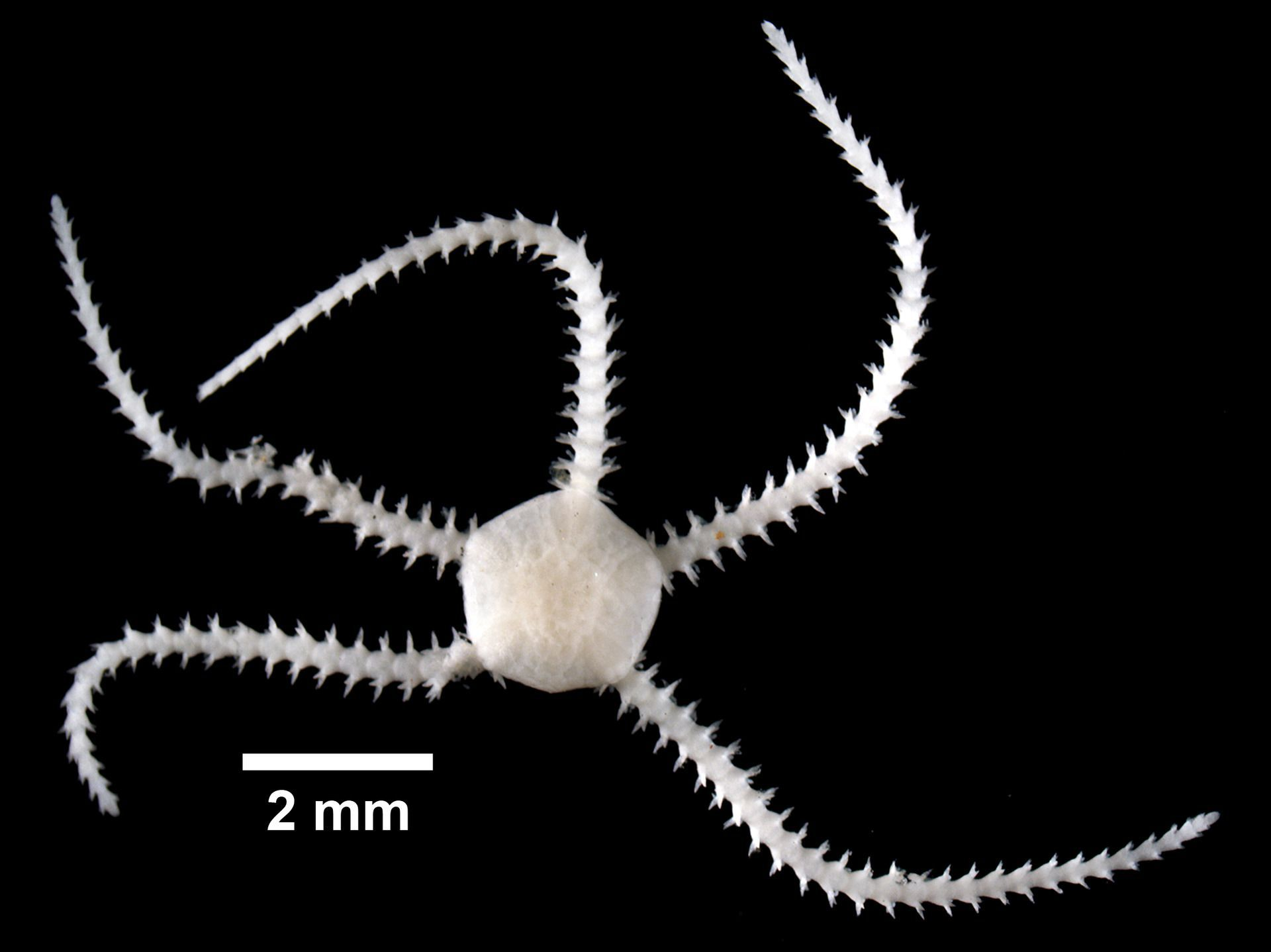
idem
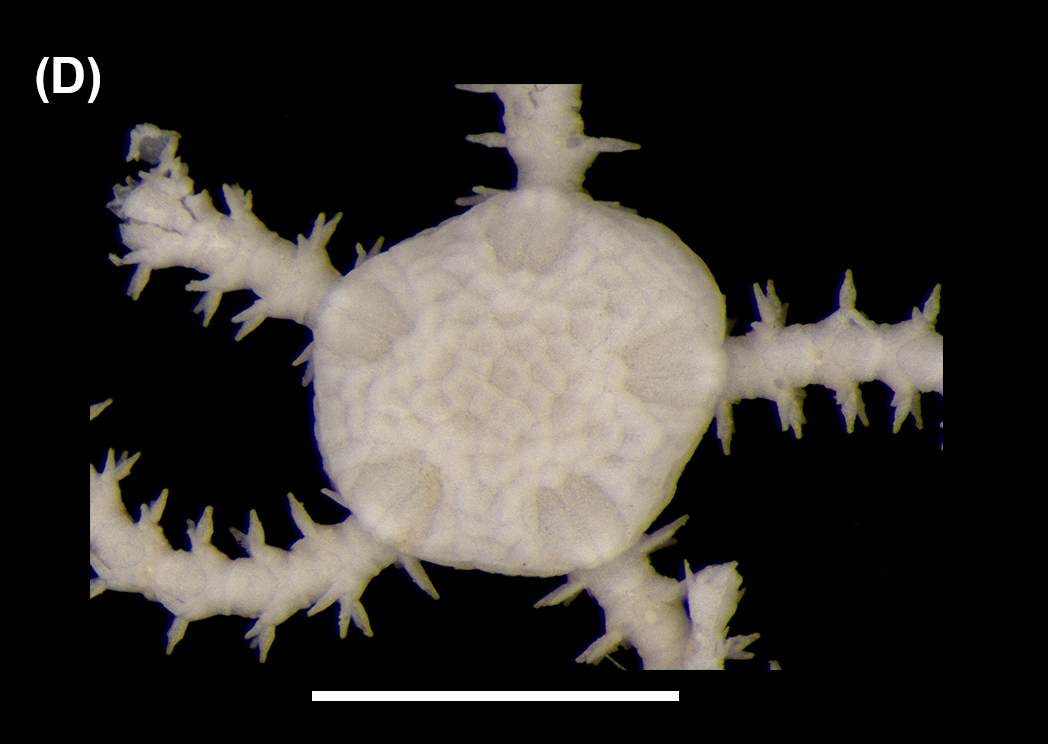
Gros-plan.
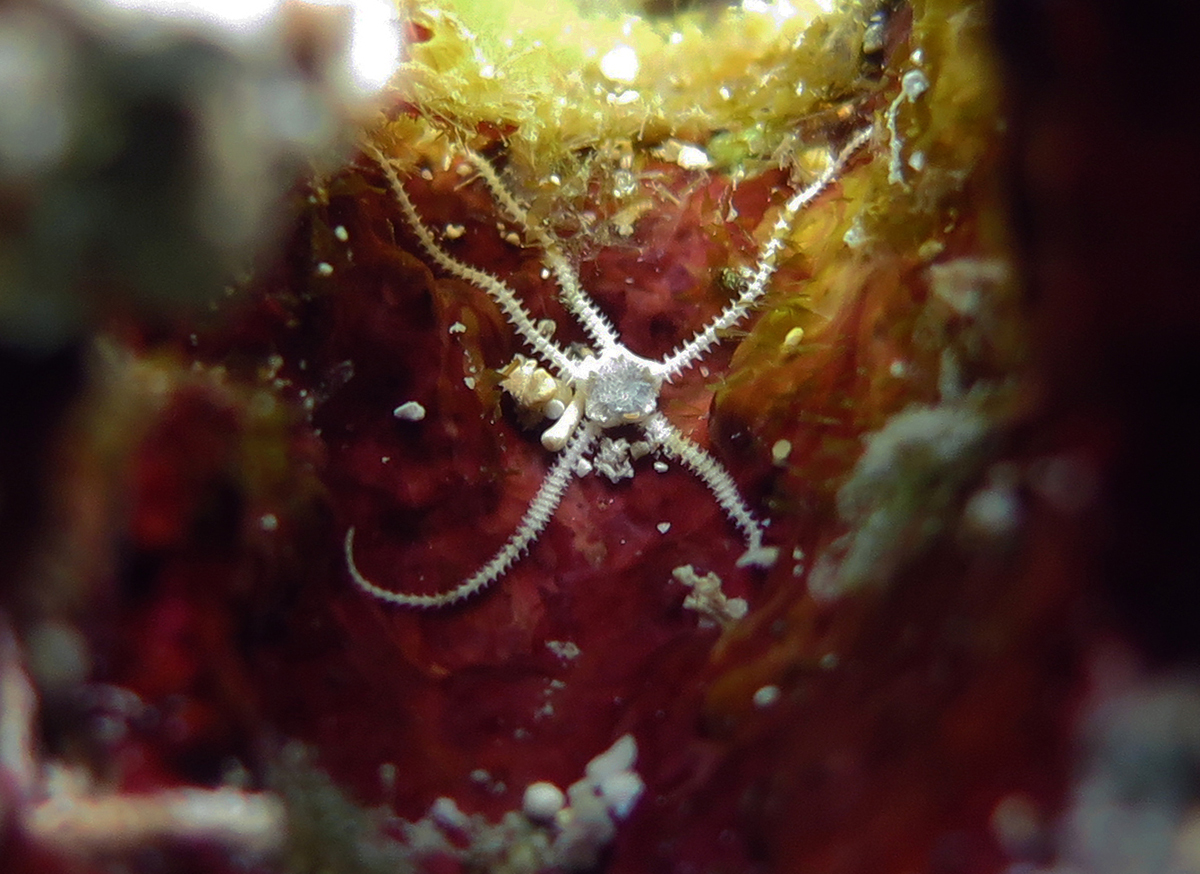
Spécimen in situ à la Réunion.
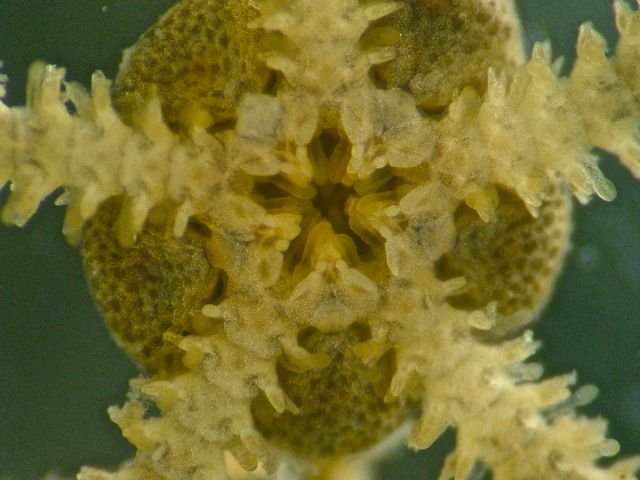
Bouche.
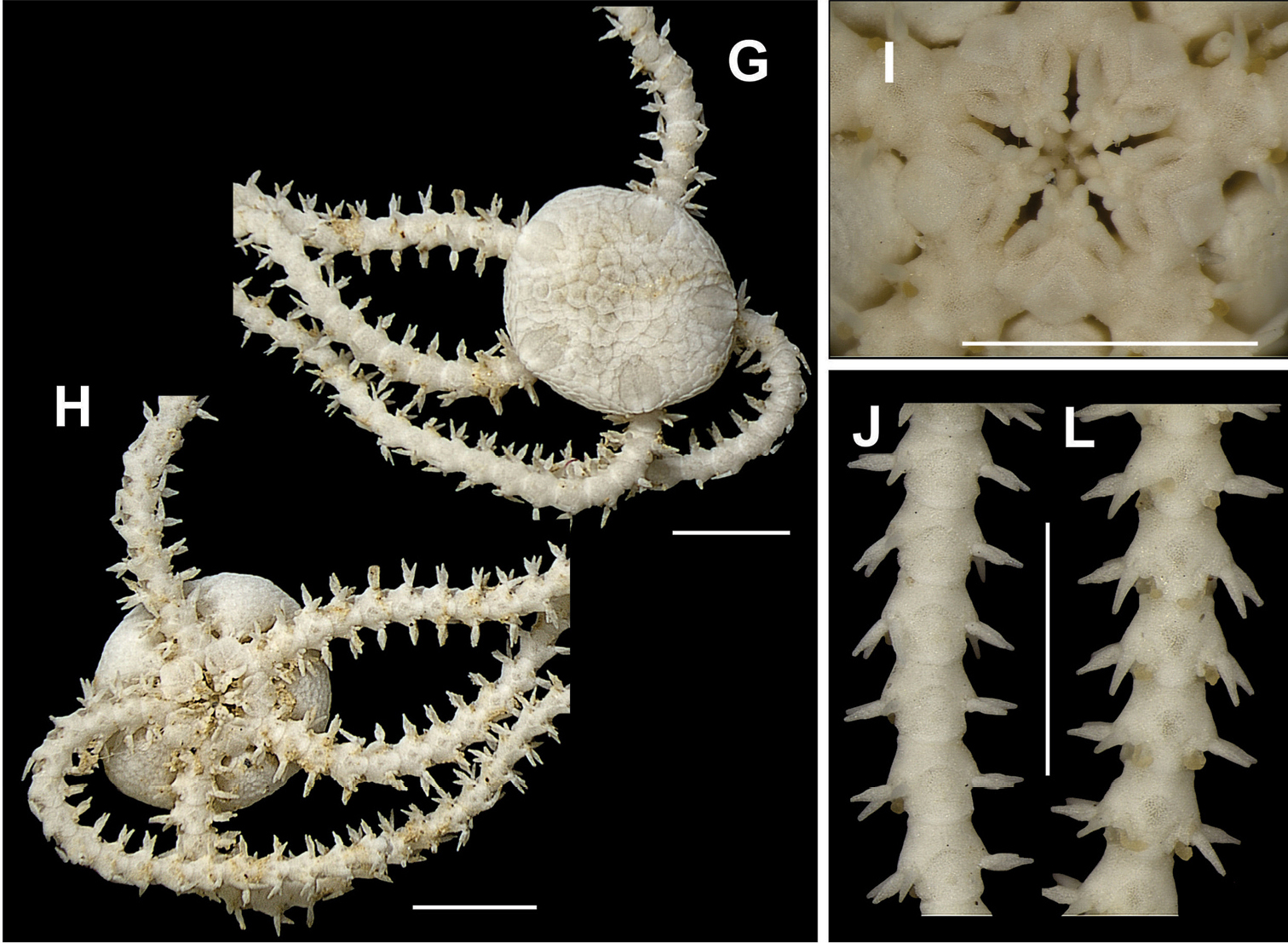
Détails.

## Habitat et répartition
C'est une espèce quasiment cosmopolite dans toutes les mers chaudes ou tempérées (aussi bien au Japon qu'en Floride ou en Turquie), et particulièrement courante en Atlantique et Méditerranée.
On la rencontre à faible profondeur (zone intertidale notamment), sous les pierres et dans les substrats grossiers. Elle colonise aussi parfois certains êtres vivants sessiles (algues, éponges, bryozoaires...). Elle se rencontre jusqu'à 250 m de profondeur.

## Écologie et comportement
C'est une ophiure microphage très omnivore, qui capture à l'aide de ses bras enduits de mucus collant différentes particules organiques au sol ou en suspension.
Contrairement à la plupart des ophiures (et des échinodermes), c'est une espèce hermaphrodite et vivipare : les individus incubent deux œufs dans des sacs branchiaux, laissant échapper des individus déjà juvéniles et autonomes. La reproduction a lieu toute l'année.
Comme la plupart des échinodermes, cette espèce a d'excellentes capacités de régénération, et peut perdre un bras pour échapper à un prédateur, puis le régénérer en quelques semaines. Cette ophiure est notamment célèbre pour sa bioluminescence : ses bras sont capables d'émettre de la lumière en réponse à certains stimuli (notamment la présence d'un prédateur), attirant ainsi l'attention à la manière d'un leurre, pour protéger les organes vitaux contenus dans le disque central.
Cette espèce est enfin connue pour sa rusticité remarquable pour un échinoderme : elle tolère bien des eaux polluées, et même des eaux saumâtres presque douces, jusqu'à 5 ppm de sel.